# انتخاب (رمان)
«انتخاب» (انگلیسی: The Choice) یک کتاب از نیکلاس اسپارکس نویسنده آمریکایی است که در سال ۲۰۰۷ منتشر گردید. از این اثر اسپارکس نیز در سال ۲۰۱۶ یک اقتباس سینمایی تحت همین عنوان و به کارگردانی روس کتز تهیه گردید